# Шаровольський Іван Васильович
Іва́н Васи́льович Шарово́льський  (28 (17) червня 1876, Прохорівка на Полтавщині — †9 липня 1954, Київ) — український мовознавець й історик літератури, фахівець з германської і романської філології.

## Життєпис
Закінчив Другу київську гімназію та Київський університет (1900). 
З 1906 — приват-доцент цього університету, а з 1908 — професор.

## Наукова діяльність
Ініціатор створення й організатор романо-германського відділення при філологічному факультеті Київського університету. 
Очолював кафедри: західноєвропейської літератури (1930—1933, за іншими даними — з 1908 по 1933), іноземних мов (1933—1938), германського мовознавства (1938—1941) та німецької мови (1943—1950). 
Перший декан факультету іноземних мов (із 1938 — факультет західноєвропейських мов і літератур) (1937—1940).

## Науковий доробок
Автор праць про західноєвропейську літературу Середньовіччя, про народну латину як основу романських мов, про німецькі (1926) і румунські (1929) запозичення в українській мові. Пробував пояснити український майбутній час на - му з романських впливів (1927). Упорядник (1929) і редактор (1948, 1955) німецько-українських словників. Першим переклав українською мовою «Утопію» Т. Мора.

## Поховання
Помер у Києві. Похований у с. Прохорівка.